# Шенк, Вольфганг
Вольфганг Шенк (нем. Wolfgang Schenck; род. 22 ноября 1934) — известный немецкий актёр и театральный режиссёр.

## Биография
Актёрская карьера Вольфганга Шенка началась в 1957 году в театральной труппе «Бременской нижненемецкой сцены» в Вальдау-театре. К середине 1960-х годов Шенк перешёл в Театр на Гётеплац по приглашению его главного режиссёра Курта Хюбнера. На этой сцене Шенк познакомился с Петером Цадеком, Иоганнесом Шаафом и Райнером Вернером Фасбиндером и сыграл роль Готфрида в премьерной постановке драмы Фасбиндера «Бременская свобода». В 1972 году Вольфганг Шенк снялся в этой же роли в одноимённой киноленте Фасбиндера. Некоторое время Шенк служил в Бохумском драматическом театре, где вместе с Ханной Шигуллой сыграл главную роль в постановке Фасбиндера «Лилиом». Шенк неоднократно снимался у Фасбиндера как в кино, так и на телевидении, в том числе в роли Франца в пятисерийном телефильме «Восемь часов ещё не день», в роли Франца Хана в «Мире на проводе» и в роли барона фон Инштеттена в экранизации романа «Эффи Брист» Теодора Фонтане. Шенк снимался в эпизодической роли и в знаменитом «Берлин, Александерплац». Кроме того, Вольфганг Шенк снимался в телевизионных сериалах «Место преступления», «Телефон полиции — 110» и Das Duo. С 1986 года Шенк неоднократно выступал актёром и режиссёром в Театре Онзорга, где с 1956 года работал его старший брат Йохен Шенк. Вольфганг Шенк с супругой Лизль часто работает над радиопостановками Norddeutscher Rundfunk.

## Избранная фильмография
- 1972: Бременская свобода / Bremer Freiheit — Готфрид
- 1972—1973: Восемь часов ещё не день / Acht Stunden sind kein Tag — Франц Мильтенбергер
- 1973: Нежность волков / Die Zärtlichkeit der Wölfe — комиссар Браун
- 1973: Мир на проводе / Welt am Draht — Франц Хан
- 1974: Эффи Брист Фонтане / Fontane Effi Briest — барон фон Инштеттен
- 1980: Берлин, Александерплац / Berlin Alexanderplatz — уголовник